# گمینا لیمانووا
گمینا لیمانووا (به لهستانی:  Gmina Limanowa) یک گمینا در لهستان است که در شهرستان لیمانووا واقع شده‌است. گمینا لیمانووا ۱۵۲٫۳۹ کیلومتر مربع مساحت و ۲۲٬۷۹۴ نفر جمعیت دارد.